# Goro Yamada
Goro Yamada (Prefectura de Fukushima, Japó, 3 de març de 1894 - 9 de març de 1958) és ser un futbolista i entrenador japonès. Va dirigir la selecció japonesa, els Far Eastern Championship Games 1925.